# Quand les poules auront des dents

Quand les poules auront des dents (Hen's Teeth and Horse's Toes, en anglais), est un livre de vulgarisation scientifique de Stephen Jay Gould. Il s'agit du troisième tome de la compilation des essais parus dans la chronique This view of life du mensuel Natural History. Trois essais paraissent indépendamment : L'évolution : fait et théorie dans le magazine Discover en mai 1981, La décroissance phylétique des barres Hershey dans l'ouvrage de C. J. Rubin intitulé Junk food en 1980, et Réponse à mes détracteurs a été écrit spécifiquement pour le recueil, en réponse à la controverse née de la parution de l'essai La conspiration de Piltdown. Le livre est dédié à la mère de l'auteur, Eleanor.

## Composition
Le livre se décompose en 7 parties comprenant au total 30 chapitres.
- Prologue
- I. Des bizarreries raisonnables
  - 1. Gros poissons et menu fretin
  - 2. Amorale nature
  - 3. L'anneau de guano
  - 4. Vies brèves et changements capricieux
- II. Personnalités
  - 5. L'évêque in partibus de Titiopolis (de)
  - 6. Hutton et la finalité
  - 7. Les schistes fétides d'Oeningen
  - 8. Agassiz aux Galápagos
  - 9. Des vers de terre pour un siècle et en toute saison
  - 10. Le dossier Vavilov
- III Adaptation et développement
  - 11. La hyène : mythes et réalité
  - 12. Des royaumes où la roue est inconnue
  - 13. Qu'advient-il des organismes si les gènes n'agissent que pour eux-mêmes ?
  - 14. Quand les poules auront des dents
  - 15. Des monstres prometteurs
- IV Teilhard et Piltdown
  - 16. La conspiration de Piltdown
  - 17. Réponse à mes détracteurs
  - 18. Notre place dans la nature
- V Science et politique
  - 19. L'évolution : fait et théorie
  - 20. Une visite à Dayton
  - 21. Monn, Mann et Otto
  - 22. La science et l'immigration juive
  - 23. La politique du recensement
- VI L'extinction
  - 24. la décroissance phylétique des barres Hershey
  - 25. Le choc d'un astéroïde
  - 26. Les richesses du hasard
  - 27. Mort, où est ta victoire ?
- VII Une trilogie du zèbre
  - 28. Au fait, c'est quoi un zèbre ?
  - 29. Comment les rayures viennent aux zèbres
  - 30. Quaggas, huîtres enroulées et autres faits sans consistance
- Bibliographie
- Index

## Sources
- (en) Cet article est partiellement ou en totalité issu de l’article de Wikipédia en anglais intitulé « Hen's Teeth and Horse's Toes » (voir la liste des auteurs).